# Parigi-Roubaix femminile 2024
La Parigi-Roubaix femminile 2024, quarta edizione della corsa e valevole come undicesima prova dell'UCI Women's World Tour 2024 categoria 1.WWT, si svolse il 6 aprile 2024 su un percorso di 148,5 km, con partenza da Denain e arrivo a Roubaix, in Francia. La vittoria andò alla belga Lotte Kopecky, la quale completò il percorso in 3h47'13", alla media di 39,214 km/h, precedendo l'italiana Elisa Balsamo e la britannica Pfeiffer Georgi.
Sul traguardo di Roubaix 101 cicliste, delle 140 partite da Denain, portarono a termine la competizione.

## Squadre e corridori partecipanti
| N.      | Cod. | Squadra                    |
| ------- | ---- | -------------------------- |
| 1-6     | EFC  | EF Education-Cannondale    |
| 11-16   | HPH  | Human Powered Health       |
| 21-26   | FED  | Fenix-Deceuninck           |
| 31-36   | SDW  | Team SD Worx-Protime       |
| 41-46   | AUB  | St Michel-Mavic-Auber93 WE |
| 51-56   | TVL  | Team Visma-Lease a Bike    |
| 61-66   | LTK  | Lidl-Trek                  |
| 71-76   | CSR  | Canyon-SRAM Racing         |
| 81-86   | DFP  | DSM-Firmenich PostNL       |
| 91-96   | FST  | FDJ-Suez                   |
| 101-106 | WNT  | Ceratizit-WNT Pro Cycling  |
| 111-114 | UAD  | UAE Team ADQ               |

| N.      | Cod. | Squadra                   |
| ------- | ---- | ------------------------- |
| 121-126 | LAJ  | Liv AlUla Jayco           |
| 131-135 | UXM  | Uno-X Mobility            |
| 141-145 | AGS  | AG Insurance-Soudal Team  |
| 151-156 | COF  | Cofidis Women Team        |
| 161-166 | LPW  | Lifeplus Wahoo            |
| 171-176 | MOV  | Movistar Team             |
| 181-186 | ARK  | Arkéa-B&B Hotels Women    |
| 191-196 | VWT  | VolkerWessels Pro Cycling |
| 201-206 | CGS  | Roland                    |
| 211-216 | WIN  | Winspace                  |
| 221-226 | HPU  | Team Coop-Repsol          |
| 231-236 | KGE  | Team Komugi-Grand Est     |

## Ordine d'arrivo (Top 10)
| Pos. | Corridore          | Squadra   | Tempo    |
| ---- | ------------------ | --------- | -------- |
| 1    | Lotte Kopecky      | SD Worx   | 3h47'13" |
| 2    | Elisa Balsamo      | Lidl      | s.t.     |
| 3    | Pfeiffer Georgi    | DSM       | s.t.     |
| 4    | Marianne Vos       | Visma     | s.t.     |
| 5    | Amber Kraak        | FDJ       | s.t.     |
| 6    | Ellen van Dijk     | Lidl      | a 6"     |
| 7    | Lorena Wiebes      | SD Worx   | a 28"    |
| 8    | Victoire Berteau   | Cofidis   | s.t.     |
| 9    | Marie Le Net       | FDJ       | s.t.     |
| 10   | Kimberley Le Court | AG-Soudal | s.t.     |